# Дар-Надеждинська сільська рада
Дар-Наде́ждинська сільська́ ра́да — адміністративно-територіальна одиниця та орган місцевого самоврядування в Сахновщинському районі Харківської області. Адміністративний центр — село Дар-Надежда.

## Загальні відомості
Дар-Надеждинська сільська рада утворена в 1924 році.
- Територія ради: 81,38 км²
- Населення ради: 1 384 особи (станом на 2001 рік)
- Територією ради протікає річка Багата.

## Населені пункти
Сільській раді підпорядковані населені пункти:
- с. Дар-Надежда
- с. Гришівка
- с. Загаркушине
- с. Івано-Слиньківка
- с. Максимівка
- с. Новобогданівка

## Склад ради
Рада складається з 16 депутатів та голови.
- Голова ради: Суєцький Володимир Володимирович
- Секретар ради: Таценко Ольга Вікторівна

### Керівний склад попередніх скликань
| Прізвище, ім'я, по батькові      | Основні відомості                                                 | Дата обрання | Дата звільнення |
| -------------------------------- | ----------------------------------------------------------------- | ------------ | --------------- |
| Нечай Володимир Олександрович    | Сільський голова, 1970 року народження, член Партії регіонів      | 26.03.2006   | 31.10.2010      |
| Суєцький Володимир Володимирович | Сільський голова, 1970 року народження, освіта вища, безпартійний | 31.10.2010   |                 |

Примітка: таблиця складена за даними сайту Верховної Ради України

### Депутати
За результатами місцевих виборів 2010 року депутатами ради стали:

#### За суб'єктами висування
| Суб'єкт висування                                       | Кількість обраних депутатів | %    |
| ------------------------------------------------------- | --------------------------- | ---- |
| Партія регіонів                                         | 13                          | 81,3 |
| Самовисування                                           | 2                           | 12,5 |
| Політична партія Всеукраїнське об'єднання «Батьківщина» | 1                           | 6,3  |

#### За округами
| № округу                                                | Прізвище, ім'я, по батькові    | Дата визнання обраним | Освіта             | Партійна приналежність                        | Відомості про обраного депутата                  |
| ------------------------------------------------------- | ------------------------------ | --------------------- | ------------------ | --------------------------------------------- | ------------------------------------------------ |
| Партія регіонів                                         |                                |                       |                    |                                               |                                                  |
| 1                                                       | Таценко Ольга Вікторівна       | 02.11.2010            | середня            | член Партії регіонів                          | Дар-Надеждинська сільська рада, секретар         |
| 2                                                       | Сябро Костянтин Миколайович    | 02.11.2010            | середня            | член Партії регіонів                          | Дар-Надеждинська сільська рада, сторож           |
| 3                                                       | Коваль Сергій Васильович       | 02.11.2010            | середня            | член Партії регіонів                          | тимчасово не працює                              |
| 4                                                       | Кірічек Володимир Васильович   | 02.11.2010            | середня            | член Партії регіонів                          | тимчасово не працює                              |
| 6                                                       | Нечай Тетяна Олексіївна        | 02.11.2010            | середня спеціальна | член Партії регіонів                          | тимчасово не працює                              |
| 7                                                       | Нечай Олександр Олександрович  | 02.11.2010            | вища               | член Партії регіонів                          | пенсіонер                                        |
| 9                                                       | Костюченко Олена Михайлівна    | 02.11.2010            | середня            | член Партії регіонів                          | тимчасово не працює                              |
| 11                                                      | Колодіна Олена Олексіївна      | 02.11.2010            | середня            | член Партії регіонів                          | тимчасово не працює                              |
| 12                                                      | Передерій Олена Володимирівна  | 02.11.2010            | середня спеціальна | член Партії регіонів                          | тимчасово не працює                              |
| 13                                                      | Лунюшкіна Олена Миколаївна     | 02.11.2010            | середня            | член Партії регіонів                          | тимчасово не працює                              |
| 14                                                      | Ванда Ніна Борисівна           | 02.11.2010            | вища               | член Партії регіонів                          | пенсіонер                                        |
| 15                                                      | Мальченко Наталія Борисівна    | 02.11.2010            | середня            | член Партії регіонів                          | тимчасово не працює                              |
| 16                                                      | Міщенко Анатолій Миколайович   | 02.11.2010            | середня            | член Партії регіонів                          | ДП АФ «Вікторія», бджоляр                        |
| Політична партія Всеукраїнське об'єднання «Батьківщина» |                                |                       |                    |                                               |                                                  |
| 5                                                       | Мартинова Марина Володимирівна | 02.11.2010            | середня спеціальна | член Всеукраїнського об'єднання «Батьківщина» | Гришівська загальноосвітня школа, приби-ральниця |
| Самовисування                                           |                                |                       |                    |                                               |                                                  |
| 8                                                       | Колісник Наталія Миколаївна    | 02.11.2010            | середня            | позапартійна                                  | Гришівське відділення зв'язку, завіду-юча        |
| 10                                                      | Перець Микола Миколайович      | 02.11.2010            | середня            | позапартійний                                 | тимчасово не працює                              |